# Hectàrea
L'hectàrea és una unitat de mesura de superfície fora del Sistema Internacional d'Unitats, equivalent a 1 hectòmetre quadrat (hm²), 100 àrees o 10 000 metres quadrats. El seu símbol és ha (no pas Ha) i s'empra des del 1791, quan s'introduí el sistema mètric decimal a França, en la mesura de superfícies agrícoles.

## Història
L'hectàrea és una unitat del sistema mètric decimal. El sistema mètric decimal o, simplement, “sistema mètric” és un sistema d'unitats basat en el metre i en el gram, en el qual els múltiples i submúltiples d'una unitat de mesura estan relacionats entre si per múltiples o submúltiples de 10. França fou el primer país a adoptar-lo en 1791 després de la Revolució Francesa de 1789, i es convertí en el sistema d'unitats de mesura més usat al món. Durant els darrers dos segles, diferents variants s'han considerat com a sistema mètric, fins que el 1960 es reconegué internacionalment el Sistema Internacional d'Unitats, abreviat SI, com a sistema mètric estàndard.
A Espanya, el metre s'adopta com unitat fonamental de longitud per la Llei del 19 de juliol de 1849. Aquest any es crea a aquest efecte un òrgan consultiu del Govern, la Comissió de Pesos i Mesures els treballs de la qual donen lloc a les equivalències entre els pesos i mesures espanyols i el sistema mètric, publicant-se tals equivalències per Reial Ordre de 9 de desembre de 1852. A Barcelona, s'aplica des de 1871. Finalment, el Reial decret de 14 de novembre de 1879 estableix l'obligatorietat del Sistema a partir de juliol de 1880 per tot l'estat.
En aquest sistema s'establí l'àrea com a unitat de superfície, equivalent a 100 m² i únicament un múltiple i un submúltiple, l'hectàrea (100 àrees = 10 000 m²) i la centiàrea (0,01 àrees = 1 m²). ‘Hectàrea’ prové d'anteposar el prefix hecto-, del francès hecto-, i aquest derivat del mot grec ἑκατόν hekatón ‘cent’, al mot àrea, del llatí area ‘pati o superfície sense edificar’.

## Usos

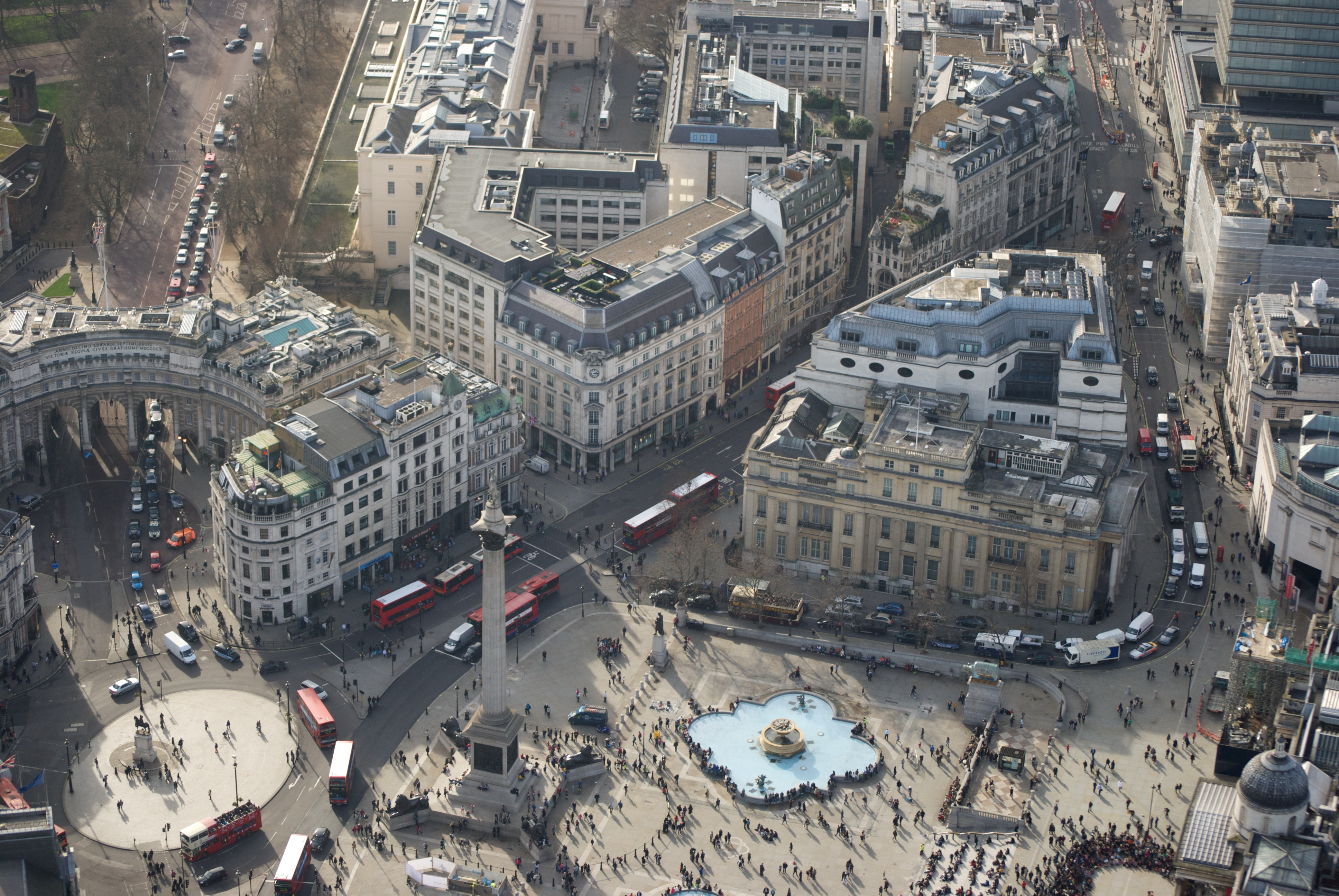
La plaça de Trafalgar Square a Londres té una extensió aproximada d'una hectàrea.

Sistemes de mesura oficials en el món.

L'hectàrea s'utilitza habitualment per a mesurar la superfície de finques agrícoles i altres terrenys menors en extensió que una ciutat. S'empra a la majoria de països per mesurar grans extensions de terra, i és unitat legal en tota la Unió Europea i Austràlia (des del 1970). Tanmateix, el Regne Unit, Estats Units, Myanmar i part del Canadà fan servir l'acre al seu lloc.

Les dades agrícoles (tipus de cultius, producció, tractaments fitosanitaris…) s'expressen actualment en quantitats per hectàrea. Per exemple, el 2021 a Catalunya es cultivaren: 154 574 ha d'ordi, 135 698 ha de farratges, 104 502 ha d'olivera, 103 149 ha de blat, 94 350 ha de fruiters, 53 962 ha de vinya i 37 819 ha de blat de moro.

Algunes places i la seva superfície aproximada en hectàrees són:
- Plaça d'Espanya (Palma) ~1 ha.
- Trafalgar Square (Londres) ~1 ha.
- Plaça Major (Madrid) ~1 ha.
- Plaça Catalunya (Barcelona) ~2 ha.
- Praça do Comércio (Lisboa) ~3 ha.

## Equivalències

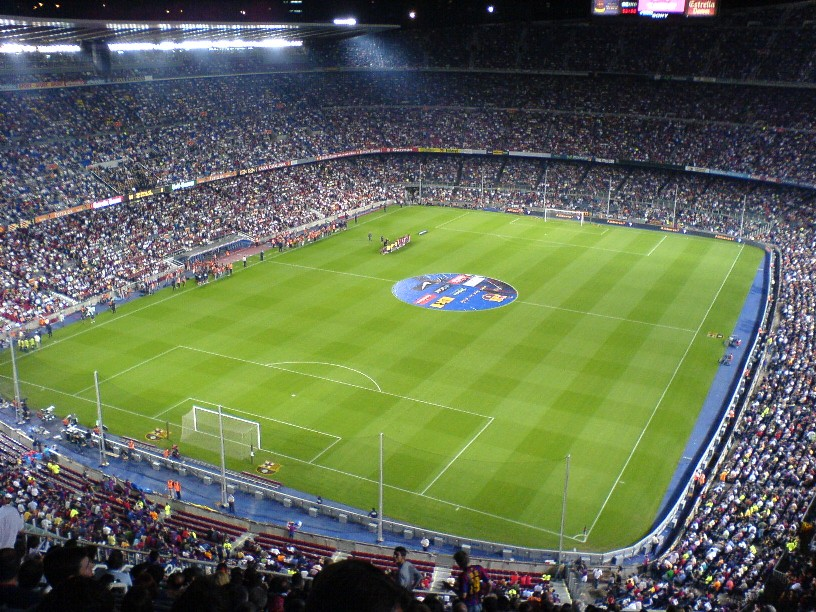
Les dimensions del terreny de joc del Camp Nou abans de la darrera remodelació de l'any 2023 eren de 105 m x 68 m, que donen una superfície de joc de 7 140 m², només un menyspreable 0,52 % superior a l'extensió d'una quarterada (7 103 m²) i exactament 0,714 ha (1ha = 10 000 m²)

Una hectàrea equival a:

### Sistema Internacional
- 10 000 m²
- 1 hm² [1 ha = 100 a = 100×(10 m)²; 1 hm² = (100 m)2]
- 0,01 km²

### Altres unitats delsPaïsos Catalans
- 1,407 8 quarterades de Mallorca.[8]
- 2,042 3 mujades.[19]
- 4,084 6 quarteres de Barcelona.[8]
- 4,572 5 vessanes de rei de Girona.[8]
- 12,000 fanecades del País Valencià.[8]
- 18,181 8 tornalls d'Eivissa.[20]

### Altres unitats internacionals
- 0,003 861 02 milles quadrades
- 107 639 ft2
- 2,471 053 8 acres internacionals
- 2,471 043 9 acres estatunidencs
- 11 960 iarda quadrada
- 10 dúnams